# Clinton (Karolina Południowa)
Clinton – miasto w Stanach Zjednoczonych, w stanie Karolina Południowa, w hrabstwie Laurens.